# Neopolynoe africana
Neopolynoe africana är en ringmaskart som beskrevs av Kirkegaard 200. Neopolynoe africana ingår i släktet Neopolynoe och familjen Polynoidae. Inga underarter finns listade i Catalogue of Life.